# 梅本貞雄
梅本 貞雄（うめもと さだお、1900年 - 1961年9月22日）は、長崎市生まれの写真史家。1920年代から日本の写真の歴史の研究を行い、日本初の写真史家といわれる。

## 略歴
1900年に長崎の写真師上野彦馬撮影局があった伊勢町中島川畔で産まれる。祖父梅本栄太郎、祖母ことの手で養育されたが、祖父は上野の友人で、幼い梅本によく上野の話をしていたという。梅本は長崎市立勝山小学校をへて、市立長崎小学校に入学後、郷土史家古賀十二郎に私淑して「我国の文明史料の研究」「開港場長崎の歴史」の研究を開始。古賀の薫陶をうけ、長崎が写真発祥の地と知り、上野彦馬と門下生の研究を始める。長崎商業学校時代には、写真術も修業した。大正6年（1917年）頃、同郷の永見徳太郎、松尾弔春子（従兄）、小松原敏と俳諧同人誌「覇」を結成したが、彼らも写真史家となる。長崎商業学校卒業後、大連に渡航して満鉄に職を得たが10カ月して辞職、上京して、出版社玄同社を経営して「碧梧堂句集」を刊行するも倒産。1925年以降は居を東京板橋に定め、著述と句と読書にふける文筆業に入った。

## 写真史家として
梅本は論文執筆以外にも、写真史学の組織化を目指した。教育機関での、写真史教育、写真資料展の運営、初期写真師顕彰活動、学会創設、写真資料博物館構想、六月一日写真の日制定運動を推進する。写真史教育では、1929年開校したオリエンタル写真学校の外来講師、オリエンタル社を1934年退社した、木村専一が創設した武蔵野写真学校では1年間「写真史講座」を開いた。1937年東京三越百貨店で開かれた「ダゲレオタイプ発明百年記念写真文化展」で全国の資料所有者に連絡して写真資料の収集展示を行った。初期写真師顕彰事業として、1927年の下岡蓮杖碑設立や、1934年上野彦馬銅像設立への協力、1955年には蓮杖会を設立する。1936年梅本の主導で、「日本写真史学会」を設立した。昭和20年代にオリエンタル社や小西六の社史編纂に招聘された。彼の研究に基づく、多数の雑誌寄稿はあったが、単著の著作はないので、業績の割には知られていない。

## 梅本貞雄著作目録
本人には、ほかにいくつかペンネームがある。
- 1927年1月-9月 本邦写真発達の跡 アサヒカメラ
- 1928年10月-12月 写真秘史 福岡の写真始祖 古川俊平 1 - 3 アサヒカメラ
- 1930年1月 写真秘史（略）浅沼藤吉翁と先代小西六右衛門翁 フォトタイムス
- 1930年2月 写真秘史（略）陶物六兵衛の巻 フォトタイムス
- 1930年3月 写真秘史（略）上野彦馬と尾上栄文の巻 フォトタイムス
- 1930年4月 写真秘史（略）上野彦馬と長川東洲 フォトタイムス
- 1930年5月 写真秘史（略）古今俳優写真鏡について フォトタイムス
- 1930年5月-6月 誰が写真製版を始めたか 1-2 フォトタイムス
- 1930年6月 写真秘史（略）ひとしきり現れた写真文芸 西郷怪写真の巻 フォトタイムス
- 1930年7月 むかし銀座の 写真師 二見朝隈 アサヒカメラ
- 1930年7月 写真秘史（略）番付刷物に現れた写真 フォトタイムス
- 1930年7月 初期のアマチュア 柏木忠俊 アサヒカメラ
- 1930年8月 写真秘史（略）柳河春三追悼の巻 フォトタイムス
- 1930年8月 唐人お吉と蓮杖 アサヒカメラ
- 1930年9月 写真秘史（略）蓮杖翁の墓地と遺族の人々 フォトタイムス
- 1930年10―11月 写真秘史（略）上野朝彦馬と西道仙 フォトタイムス
- 1930年10月 明治初期の写真師 日本橋の清水東谷 アサヒカメラ
- 1930年12月 写真秘史（略）亀谷とよの巻 フォトタイムス
- 1931年   加賀の科学者大野弁吉先生 子供の科学

（略 ― 1960年に至るまでこの他に多数の雑誌寄稿がある）
- 1941年6月 菊地東陽伝 菊地東陽伝記編集委員会
- 1950年5月 オリエンタル写真工業株式会社30周年史 オリエンタル写真工業株式会社
- 1951年5月 上野彦馬翁伝 オリエンタル写真工業株式会社

## 写真の日の問題
1951年制定された写真の日は梅本の説に基づいて6月1日になっている。上野俊之丞は蘭語、理化学、特に光学に精通していた。彼の熱心な研究により、ダゲレオタイプで撮影することは、短期間に習得しえると考えられた。天保12年（1841年）、西洋機器と薬物製造の委嘱を受けて薩摩藩の蘭学者松木雲徳、その養子藤太郎の案内で海路薩摩に渡り、6月1日、島津斉彬を撮影した。
しかし、現在（2014年）の時点でこれは誤りとされる。俊之丞の確実な輸入は嘉永元年（1848年）とされる。天保14年（1843年）には、蘭船がダゲレオタイプを船に載せたが、日本国内に上陸していない。しかも、天保12年（1841年）6月1日には島津斉彬は江戸藩邸に滞留中であった。
なお、日本に写真が渡来したのは嘉永年間とされる。最初にダゲレオタイプ（銀板写真）の撮影が成功したのは、安政4年（1857年）9月17日に、薩摩藩士市来四郎、宇宿彦右衛門らが藩主島津斉彬を撮影したもので、現在鹿児島の尚古集成館に保存されている。平成11年（1999年）6月、この銀板写真が写真としては初めて、国の重要文化財に指定された。しかし、一度決定した写真の日の変更はない。

## 写真史学者の座談会
1959年11月号のアサヒカメラには「写真商売うらおもて、写真史研究家」と銘打って座談会が行われた。
- 石黒敬七はパリでダゲレオタイプの写真を収集する所から始めたと語った。石黒の写真史学を特徴づけるものは、モノとしての写真への耽溺であり、モノの博識が石黒の持ち味であろう。
- 伊奈信男は報道写真の命名者として名高いが、キャリアを東京帝国大学文学部美学美術史学科から始めている。伊奈の写真史への構えは資料を収集する実証主義というより、これをデータとして扱う、美術史、美学的な取り組みである。
- 梅本は、座談会では伊奈と対立した。梅本はたんねんに資料を集め、史料と史実を渉猟する精神が厳しい。基礎調査に徹し微細な史実を確定している。例えば、世間は小川一真を「イッシン」というが、「かずまさ」といわねばならぬと、発言している。伊奈は日本は西欧より20年遅れていると主張するが、梅本は反論して、座談会はかみ合わなかったという[10]。

## 参考書
- 梅本貞雄 著、緒川直人 編『写真師たちの幕末維新　日本初の写真史家・梅本貞雄の世界』2014年、国書刊行会 ISBN 978-4-336-05785-3